# Roy Dupuis
Roy Dupuis (New Liskeard, Ontario, 21. travnja 1963.), kanadski glumac.
Puno ime mu je Roy Michel Joseph Dupuis a visok je 180 cm.
Od ranog djetinjstva do 11. godine, živi u Amosu (Quebecu). Sljedeće 3 godine živi u Kapuskasingu (Ontario), gdje je naučio engleski jezik. Otac mu je trgovački putnik za Canada Packers; majka je učiteljica klavira. Ima mlađeg brata i stariju sestru. U četrnaestoj godini, roditelji mu se rastaju, a majka se seli svojoj obitelji u Sainte-Rose (Quebec), gdje završava školu.
Glumački poziv nije bio njegov prvi njegov izbor za karijeru. Studirao je fiziku u srednjoj školi, a glumom se počeo baviti nakon što je njegov prijatelj odustao od audicije na National Theatre School of Canada. Iako on nije bio pozvan na audiciju, impresionirao je ravnateljicu škole do te mjere da ga je pozvala da se službeno prijavi, nakon čega je i izabran među dvije tisuće prijavljenih.
Nakon mature 1986. godine i nekoliko godina iskustva u kazalištu, 1998. godine počinje dobivati uloge na filmu i televiziji.  Iako je otada nastupio u mnogo kazališnih produkcija, filmova i TV serija, svjetsku slavu mu je donijela uloga protuterorističkog operativca Michaela u televizijskoj seriji La Femme Nikita. Osvojio je niz kanadskih nagrada među kojima i onu za glumca godine. U Cannesu je na festivalu osvojio nagradu za ulogu u filmu 'Emily'.
Roy živi u Quebecu jugoistočno od Montreala, na farmi osnovanoj 1840. i smještenoj na 200,000 m² zemlje. Kupuje ju 1996. godine te je obnavlja i renovira. Uživa u sportu, posebno hokeju, padobranstvu i golfu. Hobiji mu uključuju astronomiju i fiziku (za koje se zainteresirao već u srednjoj školi). Kao dječak naučio je svirati violončelo koje i dan-danas ponekad svira, a ponekad čak i za neke dramske uloge. Zadnjih nekoliko godina, između televizijskih i filmskih projekata, bio je zauzet učenjem jedrenja: posjeduje nekoliko jedrilica te priprema jedan veliki brod za produžena oceanska putovanja.
Uz to je suosnivatelj i dopredsjednik Rivers Foundation (Canada), ekološke organizacije koja štiti rijeke Quebeca i njihova prirodna i kulturna staništa od hidroelektrana i drugih ekonomskih i ekoloških prijetnja, te kroz edukaciju potiče razvoj alternativnih izvora energije